# Los Pichones
Los Pichones är en ort i Mexiko.   Den ligger i kommunen Medellín och delstaten Veracruz, i den sydöstra delen av landet, 300 km öster om huvudstaden Mexico City. Los Pichones ligger 29 meter över havet och antalet invånare är 107.
Terrängen runt Los Pichones är platt. Runt Los Pichones är det ganska tätbefolkat, med 230 invånare per kvadratkilometer. Närmaste större samhälle är Veracruz, 11,0 km nordost om Los Pichones. Trakten runt Los Pichones består till största delen av jordbruksmark.